# Национальный олимпийский комитет Маршалловых Островов
Национальный олимпийский комитет Маршалловых Островов (англ. Marshall Islands National Olympic Committee) — организация, представляющая Маршалловы Острова в международном олимпийском движении. Основан в 2001 году, зарегистрирован в МОК в 2006 году.
Штаб-квартира расположена в Маджуро. Является членом Международного олимпийского комитета, Национальных олимпийских комитетов Океании и других международных спортивных организаций. Осуществляет деятельность по развитию спорта на Маршалловых Островах.